# Pat Morton
Patrick Charles „Pat” Morton (ur. 21 grudnia 1920 w Boksburgu, zm. 20 lutego 2003 w Roodepoort) – południowoafrykański zapaśnik walczący w stylu wolnym. Olimpijczyk z Londynu 1948, gdzie zajął szóste miejsce w kategorii do 87 kg.
Złoty medalista igrzysk Imperium Brytyjskiego w 1950 roku.

## Letnie Igrzyska Olimpijskie 1948
| Konkurencja      | Rundy eliminacyjne          | Rundy eliminacyjne      | Rundy eliminacyjne      | Klas. końcowa |
| Konkurencja      | Przeciwnik I                | Przeciwnik II           | Przeciwnik III          | Miejsce       |
| ---------------- | --------------------------- | ----------------------- | ----------------------- | ------------- |
| 87 kg styl wolny | Mansour Mir Ghavami (IRI) Z | Bengt Fahlkvist (SWE) P | Johnny Sullivan (GBR) Z | 6.            |